# Джон Мадокс Робъртс
Джон Мадокс Робъртс (на английски: John Maddox Roberts) е американски писател, автор на бестселъри в жанровете научна фантастика и фентъзи, исторически и криминални романи и на книги за деца. Писал е и под псевдонима Марк Рамзи (Mark Ramsay).

## Биография и творчество
Роден е на 25 юни 1947 г. в Охайо, САЩ. Израства в Тексас, Калифорния, и Ню Мексико. Майка му е била учителка по латински, език който той никога не научава. От малък чете много исторически книги, особено такива свързани с Древния Рим.
През 1967 г. е изгонен от колежа. Влиза в армията и в периода 1967-1970 г. участва във войната във Виетнам като известно време е бил „зелена барета“.
След завръщането си в цивилния живот Джон Робъртс решава да бъде писател. Сключва договор с издателство „Doubleday“ през 1975 г. за първата си книга „The Strayed Sheep of Charun“, която е публикувана през 1977 г.
През 1990 г. започва да публикува своята най-известна серия „SPQR“ с романа „Смъртта на гладиатора“. Той става бестселър и е номиниран за наградата „Едгар“.
През 1994 г. пише поредица от съвременни детективски романи с герой частния детектив Гейб Трилор. В сюжета на втория роман използва своите преживявания във Виетнам.
Джон Мадокс Робъртс в своя живот е живял Шотландия, Мексико и Апалачите. Живее със съпругата си Елизабет в Естанча, Ню Мексико.

## Произведения

### Самостоятелни романи
- The Strayed Sheep of Charun (1977)
- King of the Wood (1983)
- Cestus Dei (1983)
- The Enigma Variations (1989)
- Delta Pavonis (1990) – в съавторство с Ерик Котани
- Total Recall 2070: Machine Dreams (2000)

### Серия „Дистанционен“ (Spacer)
1. Space Angel (1979)
2. Window of the Mind (1988)

### Серия „Сокол“ (Falcon) – под псевдонима Марк Рамзи
1. The Falcon Strikes (1982)
2. The Black Pope (1982)
3. The Bloody Cross (1982)
4. The King's Treasure (1983)

### Серия „Цингулум“ (Cingulum)
1. The Cingulum (1985)
2. Cloak of Illusion (1985)
3. The Sword, the Jewel, and the Mirror (1988)

### Серия „Божествен закон“ (Act of God) – в съавторство с Ерик Котани
1. Act of God (1985)
2. The Island Worlds (1987)
3. Between the Stars (1988)

### Серия „Земя на бури“ (Stormlands)
1. The Islander (1990)
2. The Black Shields (1991)
3. The Poisoned Lands (1992)
4. The Steel Kings (1993)
5. Queens of Land and Sea (1994)

### Серия „SPQR“ (SPQR)
1. The King's Gambit (1990)
Смъртта на гладиатора, изд.: ИК „Ирис“, София (1995), прев. Андрей Крупев
2. The Catiline Conspiracy (1991)
Заговорът на Катилина, изд.: ИК „Ирис“, София (1995), прев. Андрей Крупев
3. The Sacrilege (1992)
4. The Temple of the Muses (1992)
5. Saturnalia (1999)
6. Nobody Loves a Centurion (2001)
7. The Tribune's Curse (2003)
8. The River God's Vengeance (2004)
9. The Princess and the Pirates (2005)
10. A Point of Law (2006)
11. Under Vesuvius (2007)
12. Oracle of the Dead (2008)
13. The Year of Confusion (2010)

### Серия „Гейб Трилор“ (Gabe Treloar)
1. A Typical American Town (1994)
2. The Ghosts of Saigon (1995)
3. Desperate Highways (1997)

### Серия „Новия Рим“ (Nova Roma)
1. Hannibal's Children (2002)
2. The Seven Hills (2005)

### Участие в съвместни серии с други писатели

#### Серия „Приключенията на Конан“ (Adventures of Conan)
30. Conan the Champion (1987)
Наемника, изд.: ИК „Бард“, София (1996), прев. Георги Стоянов
33. Conan and the Treasure of Python (1993)
Съкровището на Питон, изд.: ИК „Бард“, София (1996), прев. Гергана Попова
- Conan the Valorous (1985)
- Conan the Marauder (1988)
- Conan the Bold (1989)
- Conan the Rogue (1991)
- Conan and the Manhunters (1994)
- Conan and the Amazon (1995)

от серията има още 30 романа от други автори (от първата серия „Конан“ има още 46 книги)

#### Серия „Драгонланс: Класици“ (Dragonlance: Classics)
1. Murder in Tarsis (1996)
от серията има още 2 романа от други автори